# Mogens Krogh
Mogens Krogh (Hjørring, 31 oktober 1963) is een voormalig Deens profvoetballer die speelde als doelman. Hij beëindigde zijn loopbaan in 2002 bij Brøndby IF. Eerder kwam hij uit voor Ikast fS.

## Interlandcarrière
Krogh kwam in totaal tien keer uit voor de nationale ploeg van Denemarken in de periode 1992–1998. Onder leiding van bondscoach Richard Møller-Nielsen maakte hij zijn debuut op 8 april 1992 in de vriendschappelijke wedstrijd tegen Turkije (2-1) in Ankara, net als Peter Nielsen (Lyngby BK).
Krogh nam met zijn vaderland deel aan drie eindtoernooien: EK voetbal 1992, EK voetbal 1996 en WK voetbal 1998. Hij stond in de schaduw van de onbetwiste nummer één in de jaren negentig bij de Denen: Peter Schmeichel. In diens absentie was Krogh eerste keuze bij de strijd om de door Denemarken gewonnen FIFA Confederations Cup 1995.
| Interlands van Mogens Krogh voor Denemarken | Interlands van Mogens Krogh voor Denemarken | Interlands van Mogens Krogh voor Denemarken | Interlands van Mogens Krogh voor Denemarken | Interlands van Mogens Krogh voor Denemarken | Interlands van Mogens Krogh voor Denemarken |
| №                                           | Datum                                       | Wedstrijd                                   | Uitslag                                     | Competitie                                  | Goals                                       |
| Als speler van Brøndby IF                   | Als speler van Brøndby IF                   | Als speler van Brøndby IF                   | Als speler van Brøndby IF                   | Als speler van Brøndby IF                   | Als speler van Brøndby IF                   |
| ------------------------------------------- | ------------------------------------------- | ------------------------------------------- | ------------------------------------------- | ------------------------------------------- | ------------------------------------------- |
| 1                                           | 08.04.1992                                  | Turkije – Denemarken                        | 2 – 1                                       | Vriendschappelijk                           | 0                                           |
| 2                                           | 20.04.1994                                  | Denemarken – Hongarije                      | 3 – 1                                       | Vriendschappelijk                           | 0                                           |
| 3                                           | 10.01.1995                                  | Denemarken – Mexico                         | 1 – 1                                       | FIFA Confederations Cup                     | 0                                           |
| 4                                           | 13.01.1995                                  | Argentinië – Denemarken                     | 0 – 2                                       | FIFA Confederations Cup                     | 0                                           |
| 5                                           | 24.04.1996                                  | Denemarken – Schotland                      | 2 – 0                                       | Vriendschappelijk                           | 0                                           |
| 6                                           | 25.03.1998                                  | Schotland – Denemarken                      | 0 – 1                                       | Vriendschappelijk                           | 0                                           |
| 7                                           | 22.04.1998                                  | Denemarken – Noorwegen                      | 0 – 2                                       | Vriendschappelijk                           | 0                                           |
| 8                                           | 05.06.1998                                  | Denemarken – Kameroen                       | 1 – 2                                       | Vriendschappelijk                           | 0                                           |
| 9                                           | 10.10.1998                                  | Denemarken – Wales                          | 1 – 2                                       | EK-kwalificatie                             | 0                                           |
| 10                                          | 14.10.1998                                  | Zwitserland – Denemarken                    | 1 – 1                                       | EK-kwalificatie                             | 0                                           |

## Erelijst
Brøndby IF
- Deens landskampioenschap

1996, 1997, 1998, 2002
- Beker van Denemarken

1994, 1998
 Denemarken
- Europees kampioenschap

1992
- FIFA Confederations Cup

1995